# Andrij Derkacz (polityk)
Andrij Łeonidowycz Derkacz, ukr. Андрій Леонідович Деркач (ur. 19 sierpnia 1967 w Dniepropetrowsku) – ukraiński oraz rosyjski polityk i przedsiębiorca, poseł do Rady Najwyższej, senator w Radzie Federacji.

## Życiorys
Syn Łeonida Derkacza, generała KGB i szefa SBU. W 1989 ukończył uczelnię wojskową w Charkowie, służył w wojskach rakietowych, studiował później w akademii ministerstwa bezpieczeństwa Rosji (absolwent z 1993). W 2007 uzyskał stopień kandydata nauk prawnych w instytucie państwa i prawa Narodowej Akademii Nauk Ukrainy.
W latach 1993–1994 był oficerem Służby Bezpieczeństwa Ukrainy. Następnie do 1997 pracował w administracji prezydenta Łeonida Kuczmy jako doradca ds. zagranicznych i zastępca szefa służby kontrolnej. Później objął stanowisko doradcy ukraińskiego premiera.
Działał w założonej przez środowiska weteranów z Afganistanu Ukraińskiej Partii Sprawiedliwości. W 1998 po raz pierwszy został wybrany na posła w jednym z okręgów obwodu sumskiego. W latach 1999–2000 pełnił funkcję wiceprzewodniczącego Partii Pracy Ukrainy, z której przeszedł do partii Trudowa Ukrajina (był m.in. przewodniczącym jej komitetu politycznego w latach 2000–2004). W 2002 uzyskał reelekcję z listy bloku Za Jedyną Ukrainę. Zaangażował się także w działalność biznesową w branży energetycznej i mediowej, stając się m.in. właścicielem kanału telewizyjnego TRK Era. W 2008 wartość kontrolowanych przez niego aktywów szacowano na 162 miliony dolarów (119. miejsce na liście najbogatszych Ukraińców).
W 2004 Andrij Derkacz zaangażował się w kampanię prezydencką Wiktora Juszczenki, wspierał finansowo pomarańczową rewolucję. W 2005 dołączył do Socjalistycznej Partii Ukrainy. W 2006 uzyskał z jej listy mandat deputowanego V kadencji, który złożył jednak po kilku miesiącach, przechodząc w tym czasie do Partii Regionów. Stanął na czele monopolistycznych państwowych koncernów atomowych – najpierw Enerhoatomu, następnie po konsolidacji Ukratompromu. Otrzymał wówczas przydomek „króla atomu”. W 2007 powrócił do Rady Najwyższej (z ramienia PR), mandat poselski utrzymał także w 2012. W okresie protestów na Euromajdanie w lutym 2014 opuścił frakcję Partii Regionów, w październiku tego samego roku po raz szósty z rzędu dostał się do parlamentu, startując jako kandydat niezależny. Utrzymał mandat poselski także w 2019. W 2020 z ramienia partii Nasz Kraj wybrany nadto na radnego obwodu sumskiego.
W styczniu 2021 został objęty sankcjami nałożonymi przez Departament Skarbu Stanów Zjednoczonych; zarzucono mu bycie agentem rosyjskiego wywiadu i oskarżono o próbę wywarcia wpływu na amerykańskie wybory prezydenckie z 2020. W styczniu 2023 został pozbawiony obywatelstwa ukraińskiego oraz mandatu deputowanego.
Uzyskał natomiast obywatelstwo rosyjskie; w 2024 został członkiem Rady Federacji, wyższej izby parlamentu.

## Odznaczenia
- Order „Za zasługi” III klasy[1] (pozbawiony w 2024)[12][13]
- Komandor Orderu Zasługi Republiki Włoskiej (Włochy, 1996)[14]